# 1904
1904 is een jaartal volgens de christelijke jaartelling.

## Gebeurtenissen
januari
- 12 - In Zuidwest-Afrika overvallen de Herero onder aanvoering van Samuel Maharero boerderijen van Duitse kolonisten. Daarmee begint een opstand die een half jaar zal duren.
- 19 - Thomas Edison vindt de eerste elektrische auto uit.
- 20 - Met de apostolische constitutie Commisum Nobis maakt paus Pius X een einde aan het Ius exclusivae, het vetorecht dat enkele wereldlijke leiders bij gewoonte hebben, om de verkiezing van bepaalde kandidaten tot paus te voorkomen.
- 30 - Door de kiezers van Hollywood wordt besloten tot de verbanning van alcoholische drank.

februari
- 4 - De stoomtrawler Judith uit Vlaardingen vergaat. 9 doden.
- 8 - Een Japanse verrassingsaanval op Port Arthur betekent het begin van de Russisch-Japanse Oorlog.
- 8 februari tot 23 juli - tocht van kolonel Van Dalen naar de Gajo- en Allaslanden in Atjeh. De vele slachtoffers van zijn expeditie roepen in patria een heftige discussie op.
- 20 - Manuel Amador Guerrero treedt aan als eerste president van het onafhankelijke Panama. De volgende dag ondertekent hij een verdrag, dat de Amerikanen tegen een betaling van 10 miljoen dollar de zeggenschap geeft over het Panamakanaal.
- 28 - In Sint-Petersburg richt Vader Gapon, een priester in de volkswijken, met toestemming van de regering een arbeidersvereniging op.
- 28 - De Portugese sport- en voetbalclub SL Benfica wordt opgericht in Lissabon.

maart
- 1 - De Telegraaf- en Telefoonwet 1904 treedt in werking. Deze wet vervangt de Telegraafwet van 1852.

april
- 4 - In Londen wordt een bondgenootschap gesloten tussen het Verenigd Koninkrijk en Frankrijk: de Entente Cordiale.
- 6 - Te Geunpang wordt Teukoe Imeum Ripin gedood, de weduwe van Teukoe Oemar. Daarmee eindigt na meer dan dertig jaar guerrilla de Atjeh-oorlog in een overwinning van het Nederlandse gouvernement.

mei
- 4 - oprichting FC Schalke 04 door enkele jeugdige mijnwerkers in Gelsenkirchen.
- 5 - In de Russisch-Japanse Oorlog landen Japanse troepen op het schiereiland Liaodong in Mantsjoerije.
- 9 - De Kempense boerenzoon Jacques Wintermans begint een sigarenfabriekje in het Brabantse Duizel.
- 13 - Rabbi Kook arriveert uit Letland  in Jaffa, Palestina, om daar de eerste opperrabbijn te worden.

- 21 - Oprichting in Parijs van de Wereldvoetbalbond FIFA: Fédération Internationale de Football Association.
- 25 - In Oostende brengt de Antwerpse baron Pierre de Caters het wereldsnelheidsrecord op land op 156 kilometer per uur.

juni
- 11 - De Duitse generaal Lothar von Trotha arriveert in de kolonie Duits-Zuidwest-Afrika met de opdracht om de opstand van de Herero en de Hottentotten de kop in te drukken.
- 15 - Het stoomschip de General Slocum vat vuur in de haven van New York. Meer dan 1000 personen, voornamelijk vrouwen en kinderen uit de wijk Little Germany, laten het leven.
- 16 - De Russische Gouverneur-generaal van Finland, Nikolaj Bobrikov, wordt door een Finse nationalist in het Senaatsgebouw doodgeschoten.
- 28 - Het Deense passagiersschip Norge loopt op weg van Kopenhagen naar New York aan de grond bij St Helenas en zinkt. Ruim 600 van de circa 780 opvarenden komen om het leven.

juli
- 1 - In de Loge Concordia te Paramaribo vindt de eerste officiële herdenking plaats van de Emancipatiewet, waarbij in 1863 de slavernij in de Nederlandse koloniën werd afgeschaft.
- 2 - De tweede Ronde van Frankrijk gaat van start.
- 21 - Bij de drooglegging van de Hedwigepolder wordt het laatste gat gedicht.
- 28 - De Russische minister van Binnenlandse Zaken, Vjatsjeslav von Plehve wordt door een jonge revolutionair vermoord door middel van een bomaanslag.

augustus
- 10 - Japan verslaat de Russische Oceaanvloot in de Slag bij Shantung.
- 11 - Duitse koloniale troepen verslaan definitief de Herero-opstandelingen bij Waterberg. Het bloedbad dat ze daarna aanrichten staat tegenwoordig bekend als de Namibische Genocide.
- De voetbalclub Racing Mechelen wordt opgericht.

september
- 1 - De kolenmijn Neuprick in Bleijerheide wordt gesloten wegens uitputting en wateroverlast.
- 10 - De Terugkeer van de Discovery-expeditie onder leiding van kapitein Scott in de haven van Londen.
- 30 - De Bisschopsmolen in Oldenzaal wordt door het huwelijk met Bernard Reerink eigendom van de familie Reerink.
- september - Een commissie onder leiding van de psycholoog Carl Stumpf begint een onderzoek naar Kluger Hans, het paard dat kan rekenen.

oktober
- 6 - Storm langs de Nederlandse kust. Verscheidene vissersvaartuigen zinken. Alleen al uit Urk komen 14 vissers om het leven.[1]
- 15 - In Nederland wordt de Algemeene Bond van RK-kiesverenigingen opgericht.
- 18 - De Bergsche Maas wordt in gebruik genomen.
- 27 - De eerste ondergrondse lijn van de Metro van New York wordt in gebruik genomen.
- De voetbalclub KV Mechelen wordt opgericht.

november
- 8 - De Amerikaanse president Theodore Roosevelt wordt herkozen.
- 9 - In de haven van Moerdijk zinkt een houten aak nadat het schip lek is gestoten. 5 opvarenden verdrinken.
- 16 - John Ambrose Fleming vraagt octrooi aan op de elektronenbuis, een vacuümdiode die het mogelijk maakt elektrische stroom gelijk te richten.
- 16 - De Noorse walvisvaarder Carl Anton Larsen sticht op het eiland Zuid-Georgia (voor de kust van het Antarctisch Schiereiland) de walviskolonie Grytviken. De onderneming (Compañía Argentina de Pesca) wordt gefinancierd met Argentijns, Noors en Brits kapitaal.
- 20 - Eerste officiële optreden van het Residentie Orkest in Den Haag.
- 27 - In het Beleg van Port Arthur veroveren de Japanners heuvel 203, wat hen een overwicht op het terrein geeft.
- 30 - De resultaten worden vrijgegeven van het onderzoekswerk naar de gebeurtenissen tijdens de afgelopen Tour dat de Union Vélocipédique de France heeft verricht. De eerste vier van het eindklassement worden gediskwalificeerd.

december
- 11 - De redemptoristenbroeder Gerardus Majella wordt heilig verklaard door paus Pius X.
- 13 - De Kroatische uitvinder Franjo Hanaman krijgt in Boedapest patent op de moderne gloeilamp, waarvan de gloeidraad bestaat uit het overgangsmetaal wolfraam, dat een zeer hoge smelttemperatuur kent.
- 14 - De gemeenteraad van Amsterdam verwerpt met een kleine meerderheid het voorstel van B&W om het Naardermeer met afval te dempen.
- 19 - Begin van het radiostation Scheveningen Haven voor de communicatie met de zeeschepen voor de Nederlandse kust.
- 28 - Ontdekking van de komeet Borrelly.

zonder datum
- Heike Kamerlingh Onnes richt in Leiden een cryogeen lab op, het eerste in de wereld.
- In het Sudetische Tratenau wordt de eerste nazi-partij opgericht.
- 10-urige werkdag ingevoerd in Frankrijk (was 11 uur).
- Met de bouw van de Victoria Falls bridge wordt begonnen. Deze brug verbindt Noord- en Zuid-Rhodesië.

## Muziek
- Claude Debussy componeert Danses sacrée et profane voor harp en strijkorkest.

### Première
- 3 januari: Jan van Gilse: Symfonie nr. 2
- 5 februari: Johan Halvorsen: muziek bij Dronning Tamara
- 14 april: Johan Halvorsen: muziek bij La sorcière
- 10 mei: Hugo Alfvén: Midzomerwacht
- 17 mei: Albert Roussel: Résurrection
- 17 mei: Maurice Ravel: Shéhérazade
- 17 mei: Vincent d'Indy: Choral
- 20 mei: Henry Geehl: In the Harz Mountains; Frank Bridge: The hag; William Hurlstone: Fantasie-variations on a Swedish theme; Adam Carse: Scena Manfred-soliloquy; Frank Bridge: Mid of the night; York Bowen: Overture; Paul Corder: Scena Grettir’s departure; Gustav Holst: Suite de ballet in Es voor orkest, opus 10
- 10 augustus: Toivo Kuula: Feestcantate
- 29 september: Eyvind Alnæs: Tre sange opus 17
- 15 oktober: Frederick Delius: Appalachia
- 24 oktober: Delius: Pianoconcert (oorspronkelijke driedelige versie)
- 9 november: Arnold Bax: Cathaleen-ni-Hoolihan dan nog getiteld Poem for two violins and piano
- 12 november: Hjalmar Borgstrøm: Jesus i Gethsemane
- 19 november: Christian Sinding: Kvartet, zijn enige strijkkwartet
- 20 november: Frank Bridge: Novelletten
- 6 december: Frank Bridge: A dirge, A dead violet en Night lies on the silent highways
- 6 december: August Enna: opera Heiße Liebe
- 7 december: Joseph Holbrooke: Byron
- 26 december: Johan Halvorsen: muziek bij Byens Stolthed

## Beeldende kunst

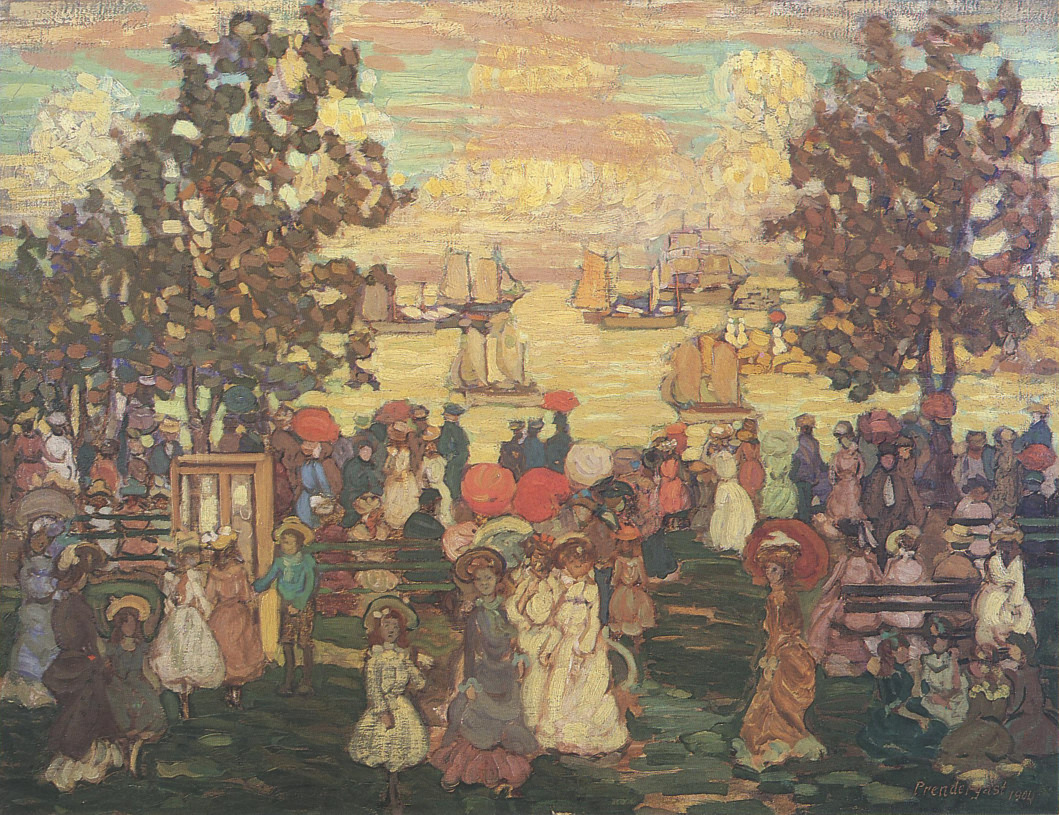
Salem Willows (1904) Maurice Prendergast
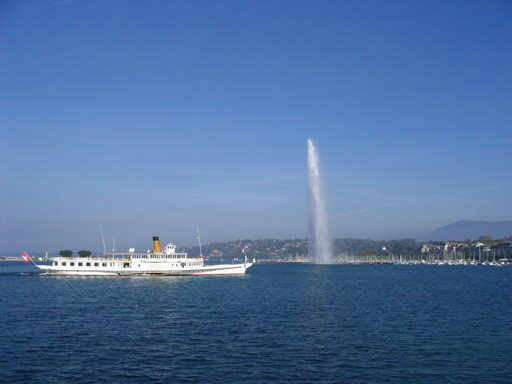
Jet d' Eau, Genève (1904)

## Bouwkunst

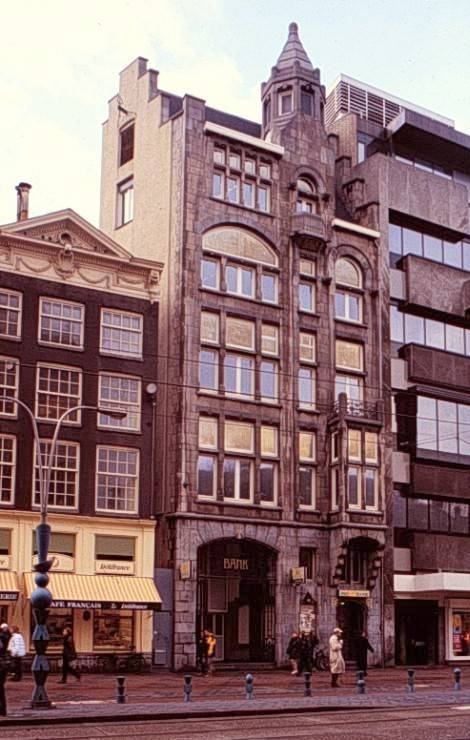
Damrak 80-81 (1904) Gerrit van Arkel
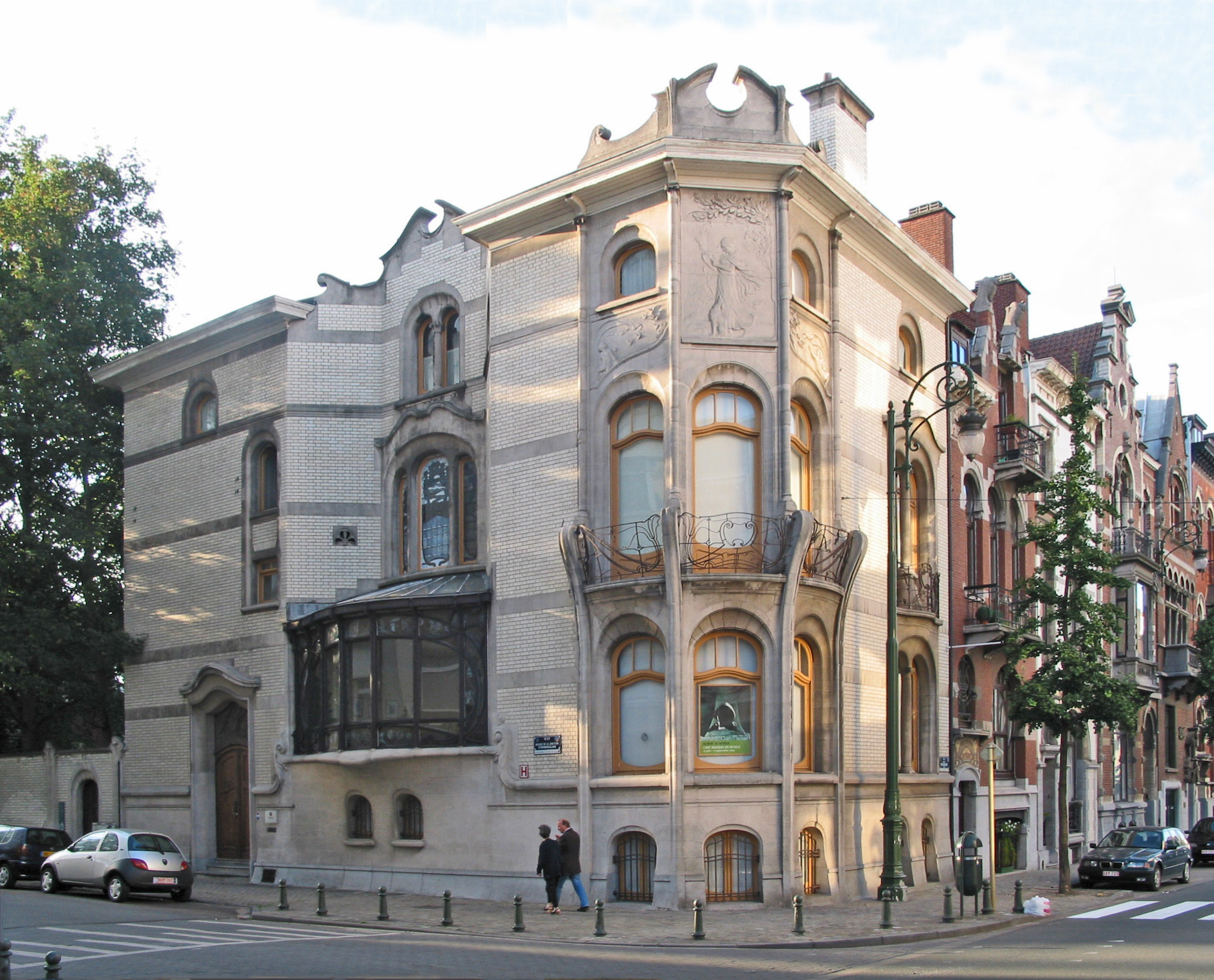
Hotel Hannon, Brussel (1904) Jules Brunfaut
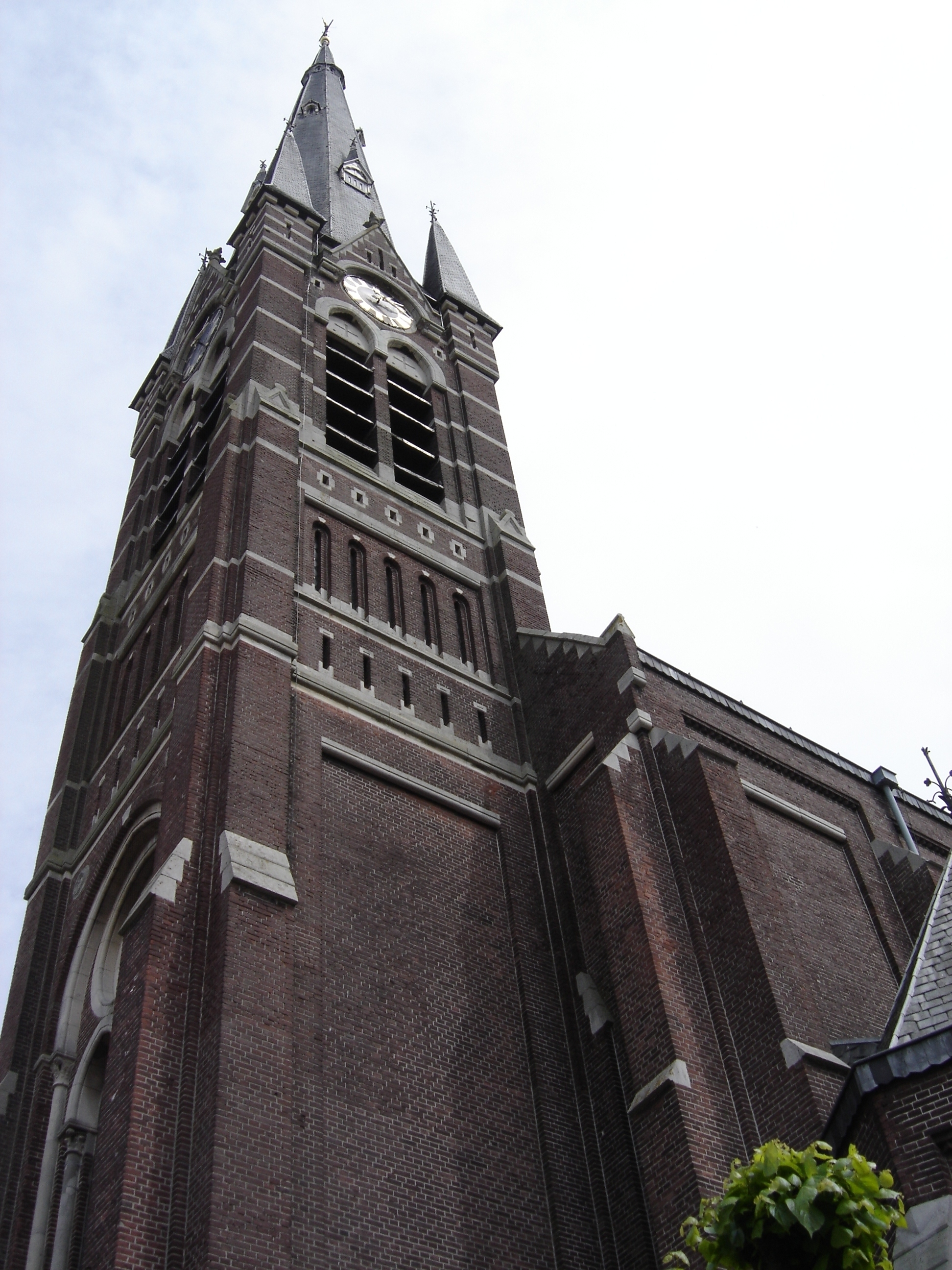
Sint-Gummaruskerk (Wagenberg) (1904) P.J. van Genk
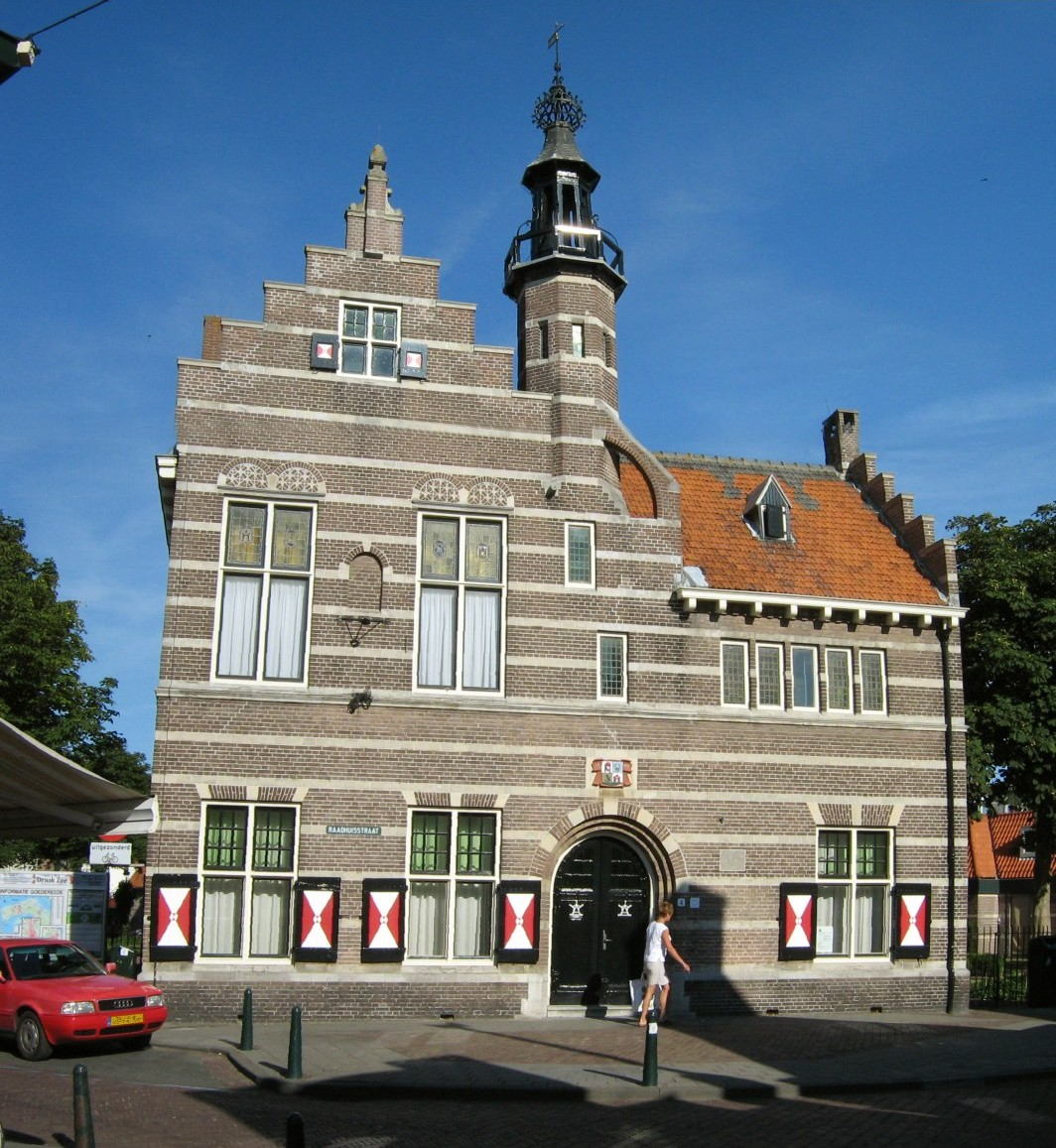
Raadhuis van Ouddorp (1904) Tjeerd Kuipers

## Geboren

### januari
- 2 - Truus Klapwijk, Nederlands zwemster en schoonspringster (overleden 1991)
- 3 - Jan Jongebreur, Nederlands verzetsstrijder (overleden 1942)
- 9 - Giorgio La Pira, Italiaans christendemocratisch politicus (overleden 1977)
- 14 - Cecil Beaton, Engels fotograaf en kostuumontwerper (overleden 1980)
- 21 - Puck van Heel, Nederlands voetballer (overleden 1984)
- 22 - George Balanchine, Georgisch/Russisch/Amerikaans choreograaf (overleden 1983)
- 24 - Berta Karlik, Oostenrijks natuurkundige (overleden 1990)
- 24 - Paul van de Rovaart, Nederlands hockeyer (overleden 1995)
- 25 - Frans Goedhart, Nederlands politicus, verzetsstrijder en journalist (overleden 1990)
- 29 - Leen Korpershoek, Nederlands zwemmer (overleden 1989)
- 31 - Leon Jungschläger, Nederlands zeeman en militair (overleden 1956)

### februari
- 4 - Herman Bernard Wiardi Beckman, Nederlands politicus en verzetsstrijder (overleden 1945)
- 8 - Henk Timmer, Nederlands tennisser (overleden 1998)
- 11 - Lucile Randon, Frans kloosterzuster en supereeuwelinge; vanaf 2022 oudste levende mens ter wereld (overleden 2023)
- 13 - Irene van Griekenland, prinses van Griekenland en Denemarken (overleden 1974)
- 15 - Antonin Magne, Frans wielrenner (overleden 1983)
- 16 - George Kennan, Amerikaans diplomaat en historicus (overleden 2005)
- 17 - Albert Kuyle, Nederlands schrijver, dichter en fascist (overleden 1958)
- 18 - Willem Idenburg, Nederlands verzetsstrijder (overleden 1945)
- 19 - Havank, Nederlands romanschrijver (overleden 1964)
- 21 - Armand Preud'homme, Vlaams componist (overleden 1986)
- 23 - William L. Shirer, Amerikaans journalist, geschiedkundige en schrijver (overleden 1993)
- 29 - Rukmini Devi Arundale, Indiaas politica en theosofe (overleden 1986)

### maart
- 1 - Glenn Miller, Amerikaans jazzmuzikant en orkestleider (overleden 1944)
- 3 - Frans Muriloff, Nederlands choreograaf en artiestenanager (overleden 1999)
- 4 - Joseph Schmidt, Roemeens zanger (overleden 1942)
- 5 - Karl Rahner s.j., Duits jezuïet en theoloog (overleden 1984)
- 7 - Ivar Ballangrud, Noors schaatser en olympisch kampioen (overleden 1969)
- 7 - Reinhard Heydrich, Duits nazi-leider (overleden 1942)
- 10 - Ralph Kronig, Duits-Amerikaans natuurkundige (overleden 1995)
- 11 - Cornelis Bakker, Nederlands natuurkundige (overleden 1960)
- 14 - Isabella Richaards, Surinaams politica (overleden 1985)
- 18 - Srečko Kosovel, Sloveens dichter en publicist (overleden 1926)
- 20 - Burrhus Skinner, Amerikaans psycholoog (overleden 1990)
- 24 - Pete Johnson, Amerikaans jazzpianist (overleden 1967)
- 24 - Venancio Ziga, Filipijns politicus (datum overlijden onbekend)
- 25 - Louis Goffin, Belgisch diplomaat (overleden 1975)
- 26 - Joseph Campbell, Amerikaans literatuurwetenschapper (overleden 1987)
- 30 - Edgar P. Jacobs, Belgisch striptekenaar (overleden 1987)

### april
- 8 - Yves Congar, Frans dominicaan, theoloog en kardinaal (overleden 1995)
- 12 - Robert Oppenheimer, Amerikaans leider van het Manhattanproject (overleden 1967)
- 13 - Fernando Lopez, vicepresident van de Filipijnen (1949-1953 en 1965-1973) (overleden 1993)
- 14 - Sonia Gaskell, Nederlands choreografe en danspedagoge (overleden 1974)
- 14 - John Gielgud, Brits acteur (overleden 2000)
- 17 - Cor van Gelder, Nederlands zwemster (overleden 1969)
- 20 - George Stibitz, Amerikaans wiskundige en computerpionier (overleden 1995)
- 21 - Vasil' Hopko, Slowaaks bisschop en zalige (overleden 1976)
- 23 - Jan Blankers, Nederlands atleet, atletiekcoach, sportjournalist (overleden 1977)
- 24 - Willem de Kooning, Nederlands-Amerikaans kunstschilder (overleden 1997)
- 25 - Huey Long, Amerikaans zanger en muzikant (overleden 2009)
- 27 - Cecil Day-Lewis, Iers-Engels dichter, criticus en prozaschrijver (overleden 1972)
- 29 - Heinz Levy, Duits-Nederlands bokser (overleden 1944)

### mei
- 4 - Bruno Wolke, Duits wielrenner (overleden 1973)
- 5 - August Kop, Nederlands hockeyer (overleden 1945)
- 6 - Harry Martinson, Zweeds schrijver, Nobelprijs 1974 (overleden 1978)
- 9 - Gregory Bateson, Brits antropoloog, taalkundige en sociaal wetenschapper (overleden 1980)
- 9 - Charles Vanden Bulck, Belgisch-Amerikaanse Luitenant-kolonel van het Manhattan project in Oak Ridge (overleden 1962).
- 10 - Frieda Belinfante, Nederlands musicus en verzetsstrijdster (overleden 1995)
- 11 - Salvador Dalí, Spaans schilder (overleden 1989)
- 11 - Guus Weitzel, Nederlands radio-omroeper en -verslaggever (overleden 1989)
- 12 - Adolphe Groscol, Belgisch atleet (overleden 1985)
- 13 - Jo Kluin, Nederlands voetballer (overleden 1977)
- 15 - Gustaf Adolf Boltenstern jr. (overleden 1995)
- 17 - Jean Gabin, Frans danser en acteur (overleden 1976)
- 18 - Jacob Javits, Amerikaans afgevaardigde en senator (overleden 1986)
- 18 - François Marty, Frans kardinaal-aartsbisschop van Parijs (overleden 1994)
- 21 - Robert Montgomery, Amerikaans acteur (overleden 1981)
- 22 - Anne de Vries, Nederlands onderwijzer en schrijver (overleden 1964)
- 23 - Wim Bos Verschuur, Surinaams politicus, schrijver en kunstenaar (overleden 1985)
- 26 - George Formby, Brits muzikant, zanger en acteur (overleden 1961)
- 27 - Chuhei Nambu, Japans atleet (overleden 1997)
- 29 - Gregg Toland, Amerikaans cameraman (overleden 1948)

### juni
- 1 - Chris Matser, Nederlands politicus en burgemeester (overleden 1973)
- 2 - Johnny Weissmuller, Amerikaans zwemmer en filmacteur (overleden 1984)
- 6 - Lesley Blanch, Engels schrijfster, moderedactrice (overleden 2007)
- 8 - Jacobus Marie Prange, Nederlands graficus en kunstcriticus (overleden 1972
- 9 - Laurent Merchiers, Belgisch politicus, jurist en hoogleraar (overleden 1986)
- 10 - Cornelis Brandsma, Nederlands politicus (overleden 1982)
- 10 - Frederick Loewe, Amerikaans componist (overleden 1988)
- 16 - Gerard Holt, Nederlands architect (overleden 1988)
- 26 - Peter Lorre, Hongaars-Amerikaans filmacteur (overleden 1964)
- 30 - Glenda Farrell, Amerikaans actrice (overleden 1971)

### juli
- 2 - René Lacoste, Frans tennisser en kledingontwerper (overleden 1996)
- 11 - Niño Ricardo, Spaans gitarist en componist (overleden 1972)
- 14 - Isaac Bashevis Singer, Amerikaans schrijver (overleden 1991)
- 16 - Leo Suenens, Belgisch kardinaal en aartsbisschop (overleden 1996)
- 21 - Henry Johansen, Noors voetballer (overleden 1988)
- 27 - Ljoedmila Roedenko, Russisch schaakster (overleden 1986)
- 27 - Omer Taverne, Belgisch wielrenner (overleden 1981)
- 28 - Ludvik Mrzel, Sloveens schrijver, dichter, theatercriticus en publicist (overleden 1971)
- 28 - Pavel Tsjerenkov, Russisch natuurkundige en Nobelprijswinnaar (overleden 1990)

### augustus
- 4 - Witold Gombrowicz, Pools schrijver (overleden 1969)
- 5 - Leopold Diels, Belgisch politicus (burgemeester van Lille 1947-1952) (overleden 1976)
- 6 - M. Revis, Nederlands schrijver (overleden 1973)
- 12 - Aleksej Nikolajevitsj van Rusland, Russisch tsaar (overleden 1918)
- 13 - Charles Rogers, Amerikaans acteur en jazzmusicus (overleden 1999)
- 20 - Jaap Burger, Nederlands politicus (overleden 1986)
- 20 - Judikje Simons, Nederlands gymnaste (overleden 1943)
- 21 - Lambertus Slok, Apostel en oprichter van het Apostolisch Genootschap (overleden 1984)
- 22 - Deng Xiaoping, communistisch leider van China (overleden 1997)
- 24 - Mary Pünjer, Duits Holocaustslachtoffer (overleden 1942)
- 26 - Christopher Isherwood, Engels-Amerikaans schrijver (overleden 1986)
- 27 - Frits Bührman, Nederlands atleet (overleden 1930)
- 29 - Werner Forssmann, Duits arts en Nobelprijswinnaar (overleden 1979)
- 10 of 19 - José Castelli, Braziliaans voetballer bekend als Rato (overleden 1984)

### september
- 2 - Set Svanholm, Zweeds tenor (overleden 1964)
- 13 - Calixto Zaldivar, Filipijns politicus en hooggerechtshofrechter (overleden 1979)
- 16 - Jaap Callenbach, Nederlands pianist (overleden 1975)
- 21 - Guido de Filip, Italiaans stuurman bij het roeien (overleden 1968)
- 22 - Lessie Brown, Amerikaans supereeuwelinge (overleden 2019)
- 22 - Ellen Church, Amerikaans stewardess, 's werelds eerste (overleden 1965)
- 26 - Tonnie Foletta, Nederlands acteur (overleden 1980)
- 27 - Edvard Kocbek, Sloveens schrijver, publicist en politicus (overleden 1981)
- 27 - Koene Dirk Parmentier, Nederlands piloot (overleden 1948)
- 28 - Henk Hofstra, Nederlands politicus (overleden 1999)
- 29 - Olive Boar, Brits supereeuwelinge (overleden 2018)

### oktober
- 2 - Graham Greene, Brits schrijver (overleden 1991)
- 3 - Charles J. Pedersen, Amerikaans scheikundige en Nobelprijswinnaar (overleden 1989)
- 13 - Sam van Embden, Nederlands stedenbouwkundige (overleden 2000)
- 17 - Eddie Hertzberger, Nederlands autocoureur en ondernemer (overleden 1993)
- 20 - Tommy Douglas, Canadees predikant en politicus (overleden 1986)
- 21 - Francisca Celsa dos Santos, Braziliaans supereeuwelinge (overleden 2021)
- 21 - Patrick Kavanagh, Iers schrijver en dichter (overleden 1997)
- 22 - Constance Bennett, Amerikaans actrice (overleden 1965)
- 24 - Wim Kat, Nederlands atleet (overleden 1990)
- 26 - Virgilio Levratto, Italiaans voetballer en voetbalcoach (overleden 1968)

### november
- 1 - Laura La Plante, Amerikaans filmactrice uit het tijdperk van de stomme films (overleden 1996)
- 2 - Armando Del Debbio, Braziliaans voetballer (overleden 1984)
- 3 - Jānis Kalniņš, Lets-Canadees componist (overleden 2000)
- 9 - Mien Duchateau, Nederlands atlete (overleden 1999)
- 10 - Marshall Kay, Canadees-Amerikaans geoloog (overleden 1975)
- 16 - Nnamdi Azikiwe, Nigeriaans president (overleden 1996)
- 17 - Isamu Noguchi, Japans-Amerikaans beeldhouwer (overleden 1988)
- 19 - Kees ten Hagen, Nederlands journalist en politicus (overleden 1957)
- 22 - Louis Néel, Frans natuurkundige en Nobelprijswinnaar (overleden 2000)
- 23 - Aleksandr Vvedenski, Russisch schrijver en dichter (overleden 1941)
- 24 - Rein de Waal, Nederlands hockeyer en hockeycoach (overleden 1985)
- 28 - Nancy Mitford, Engels schrijfster en journaliste (overleden 1973)

### december
- 1 - Karel Hoekendijk, Nederlands evangelist (overleden 1987)
- 1 - Gerrit Jannink, Nederlands hockeyer (overleden 1975)
- 6 - Ève Curie, Frans schrijfster (overleden 2007)
- 10 - Gé Dekker, Nederlands zwemmer (overleden 1995)
- 15 - Henry Russell, Amerikaans atleet (overleden 1986)
- 17 - Annie Nicolette Zadoks-Josephus Jitta, Nederlands klassiek archeologe en kunsthistorica (overleden 2000)
- 20 - Maurice Iweins d'Eeckhoutte, Belgisch diplomaat (overleden 1976)
- 25 - Gerhard Herzberg, Duits-Canadees fysisch-chemicus en Nobelprijswinnaar (overleden 1999)
- 29 - Dom Hans van der Laan O.S.B., Nederlands Benedictijner monnik en architect (overleden 1991)

### datum onbekend
- Ruurd Feenstra, Nederlands schrijver (overleden 1974)
- Alexandre Horowitz, Belgisch-Nederlands ingenieur, uitvinder en hoogleraar technische processen (overleden 1982)

## Overleden
januari
- 2 - James Longstreet (82), Amerikaans militair
- 6 - Friedrich von Hefner-Alteneck (58), Duits ingenieur, elektrotechnicus en uitvinder
- 22 - Laura Vicuña (12), Chileens zalige

februari
- 7 - Victor Besme (70), Belgisch beëdigd landmeter

maart
- 15 - Augustus Edwin Mulready (60), Engels kunstschilder

april
- 5 - Adriaan De Braekeleer (86), Belgisch kunstschilder
- 8 - Lorenzo María Guerrero (68), Filipijns kunstschilder en -docent

mei
- 1 - Antonín Dvořák (62), Tsjechisch componist
- 7 - Peter Hille (49), Duits naturalistisch schrijver
- 22 mei - Georges Gilles de la Tourette (46), Frans neuroloog

juni
- 25 - Frederick Sandys (75), Engels kunstschilder

juli
- 3 - Theodor Herzl (44), Joods-Oostenrijks journalist, publicist en stichter van het zionisme
- 14 - Paul Kruger (78), leider van de Zuid-Afrikaanse Boeren en president van Transvaal
- 15 - Anton Tsjechov (44), Russisch schrijver
- 23 - Cornelis Adriaan Lobry van Troostenburg de Bruyn (47), Nederlands scheikundige

augustus
- 12 - William Renshaw (43), Brits tennisser

september
- 24 - Niels Ryberg Finsen (43), Deens arts en Nobelprijswinnaar

oktober
- 4 - Frédéric Auguste Bartholdi (70), Frans beeldhouwer

november
- 18 - Justus van Maurik jr. (58), Amsterdams schrijver en redacteur
- 22 - Théophile de Bock (53), Nederlands schilder

december
- 29 - Friedrich Moritz Brauer (72), Oostenrijks entomoloog.

## Weerextremen in België
- 15 juni: Tornado treft de streek van Virton en veroorzaakt belangrijke schade.
- 15 september: Tornado in Wiers (Péruwelz) met schade.
- 8 oktober: Sneeuw op verschillende plaatsen in het land (Doornik, Brussel, Leopoldsburg).

Bron: KMI Gegevens Ukkel 1901-2003  met aanvullingen 